# آرتور زایس-اینکوارت
آرتور زایس-اینکوارت (به آلمانی: Arthur Seyß-Inquart) (زاده ۲۲ ژوئیه ۱۸۹۲ – درگذشته ۱۶ اکتبر ۱۹۴۶) یک وکیل آلمانی، سیاستمدار نازی و از وزیران فاقد مقام در کابینه هیتلر بود. وی همچنین از ۲۹ مه ۱۹۴۰ تا ۷ مه ۱۹۴۵ فرماندار هلند اشغالی بود.

## زندگی
وی در سال ۱۸۹۲ در موراویا زاده شد. در سال ۱۹۰۷ به همراه خانواده به وین مهاجرت کرد و در دانشگاه وین حقوق خواند. با شروع جنگ جهانی اول به ارتش اتریش-مجارستان پیوست و چندین نشان و جایزه نظامی نیز برای نشان دادن شجاعت خود و زخمی شدنش در جنگ دریافت کرد.
وی در سال ۱۹۱۱ با زنی به نام گرترود ماشکا آشنا شد. آن‌ها در دسامبر ۱۹۱۶ با یکدیگر ازدواج کردند. آن‌ها صاحب سه فرزند شدند:اینگه‌بورگ کارولینا آگوستا زایس-اینکوارت (زاده ۱۸ سپتامبر ۱۹۱۷)، ریشارد زایس-اینکوارت (زاده ۲۲ اوت ۱۹۲۱) و دوروتیا زایس-اینکوارت (زاده ۷ مه ۱۹۲۸).
وی در سال ۱۹۳۳ در زمان جمهوری اول اتریش به کابینه صدراعظم انگلبرت دلفوس پیوست. دولفوس در سال ۱۹۳۴ ترور و کابینه وی منحل شد. در سال ۱۹۳۷ وی در کابینه کورت شوشنیگ مشاور دولتی شد. وی با اینکه رسماً عضو حزب ناسیونال سوسیالیست اتریش نبود، اما بسیاری از دیدگاه‌هایش به آن‌ها نزدیک بود. با این حال در سال ۱۹۳۸ به این حزب پیوست.

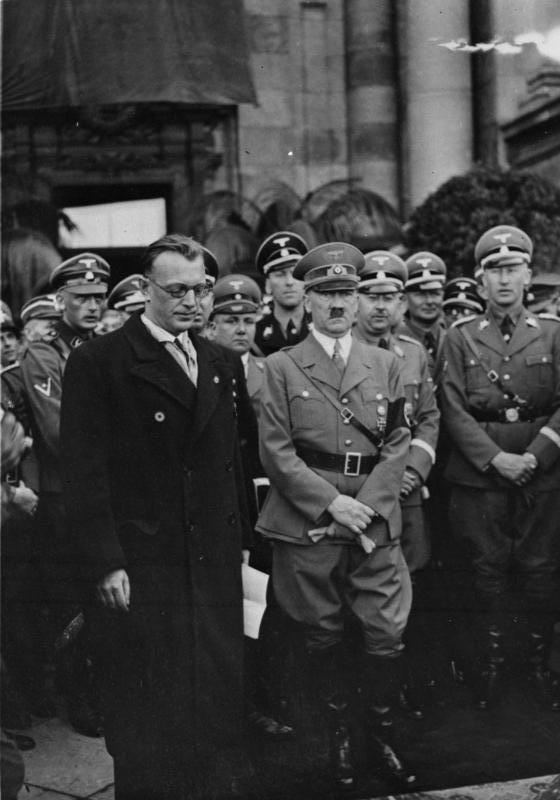
زایس-اینکوارت به همراه آدولف هیتلر، هاینریش هیملر و راینهارد هایدریش

در فوریه ۱۹۳۸ و اندکی پس از آن که آدولف هیتلر رهبر آلمان نازی شوشنیگ را به حمله نظامی تهدید کرد، زایس-اینکوارت به سمت وزیر کشور اتریش منصوب شد. در ۱۱ مارس ۱۹۳۸ و پس از حمله آلمان به اتریش، شوشنیگ استعفا داد. با فشار بسیار برلین، ویلهلم میکلاس رئیس‌جمهور اتریش زایس-اینکوارت را صدراعظم کرد. هیتلر پیش از ورود پیروزمندانه‌اش به وین در نظر داشت که اتریش را به یک حکومت دست‌نشانده با یک دولت مستقل اما نازی به رهبری زایس-اینکوارت تبدیل کند. اما پس از آن اتریش به آلمان به عنوان یک استان جدید (اوستمارک) ملحق شد. (آنشلوس را ببینید) در نهایت زایس-اینکوارت در ۱۳ مارس ۱۹۳۸ به حزب نازی پیوست.

## فرمانداری اوستمارک
زایس-اینکوارت قانون تبدیل‌شدن اتریش از یک کشور به یک استان (استان اوستمارک) در آلمان را در ۱۳ مارس ۱۹۳۸ امضا کرد. وی با تأیید هیتلر فرماندار اوستمارک شد و به‌طور افتخاری درجه گروپنفورر در اس‌اس به وی داده شد. هم‌چنین در مه ۱۹۳۹ به عنوان وزیر فاقد مقام به کابینه هیتلر پیوست. وی به عنوان فرماندار اتریش در فرستادن یهودیان اتریش به اردوگاه‌های کار اجباری نازی‌ها نقش عمده‌ای ایفا کرد.

## فرمانداری هلند

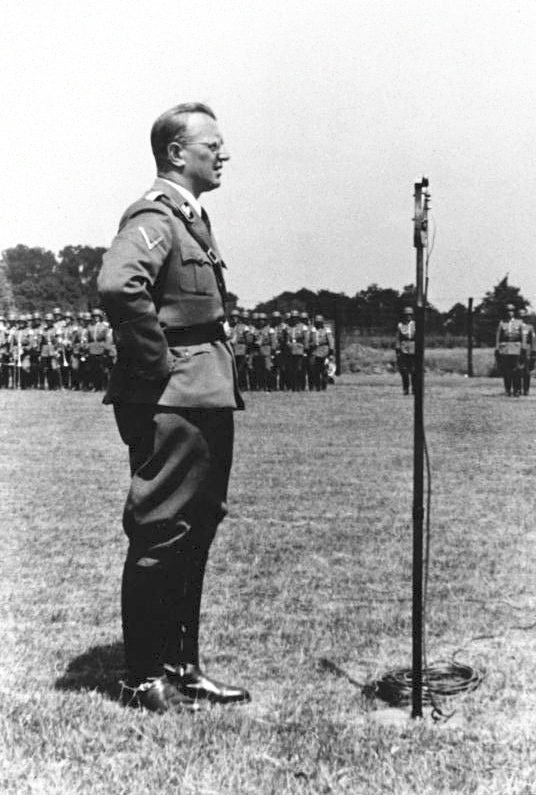
زایس-اینکوارت در لاهه در سال ۱۹۴۰

به دنبال اشغال کشورهای سفلی توسط آلمان نازی در جنگ جهانی دوم، زایس-اینکوارت در مه ۱۹۴۰ فرماندار هلند شد. مردم هلند به تمسخر به او "Zes en een kwart" (به معنای شش و ربع) می‌گفتند که از نظر تلفظ در زبان هلندی شباهت زیادی به نام زایس-اینکوارت داشت. وی از جنبش ناسیونال سوسیالیست در هلند حمایت می‌کرد و به آن‌ها اجازه داد تا یک گروه شبه‌نظامی به نام لاندواخت را تشکیل دهند که به عنوان نیروی کمکی پلیس در خدمت زایس-اینکوارت بود. در اواخر ۱۹۴۱ تمامی احزاب سیاسی دیگر در هلند ممنوع شد و بسیاری از مقامات رسمی دولت سابق بازداشت و در شهر سینت-میخیلسخستل زندانی شدند.
وی تلاش‌های بسیاری در برابر جنبش مقاومت هلند انجام داد. از جمله در پی حملات گسترده این جنبش در شهرهای آمستردام، آرنهم و هیلفرسوم، زایس-اینکوارت دستور اعدام حدود ۸۰۰ نفر را داد. برخی این تعداد را تا حدود ۱۵۰۰ تن نیز می‌دانند که شامل زندانیانی که به این جنبش‌ها نزدیک بودند، قربانیان یورش پوتن و افرادی که تلاش کردند هانس راوتر رهبر اس‌اس و پلیس هلند را ترور کنند نیز می‌شد.
دو اردوگاه کار اجباری کوچک در زمان وی در هلند وجود داشت. یکی اردوگاه کار اجباری هرتسوگنبوش نزدیک فوخت و دیگری اردوگاه کار اجباری آمرسفورت در نزدیکی شهر آمرسفورت. هم‌چنین یک اردوگاه موقت به نام اردوگاه موقت وستربوک نیز وجود داشت که یهودیان و کولی‌ها را در آن‌جا گرد می‌آوردند تا به اردوگاه‌های دیگر بفرستند. چندین اردوگاه دیگر نیز وجود داشت که توسط ارتش، پلیس، اس‌اس و اداره زایس-اینکوارت اداره می‌شد. یک اردوگاه به نام اردوگاه اریکا نیز وجود داشت که بیشتر متهمان یا افراد شرکت داشته در جنبش مقاومت در آن‌جا نگه‌داشته می‌شدند. در مجموع حدود ۵۳۰٬۰۰۰ هلندی توسط آلمان‌ها به کار گرفته شدند که ۲۵۰٬۰۰۰ نفر از آن‌ها به کارخانه‌های در آلمان فرستاده شدند. زایس-اینکوارت در ابتدا تلاش داشت که تنها کارگران ۲۱ تا ۲۳ ساله را به آلمان بفرستد که ناموفق ماند. هم‌چنین وی دستور فرستادن ۲۵۰٬۰۰۰ کارگر هلندی در سال ۱۹۴۴ را رد کرد و تنها ۱۲٬۰۰۰ نفر را فرستاد.

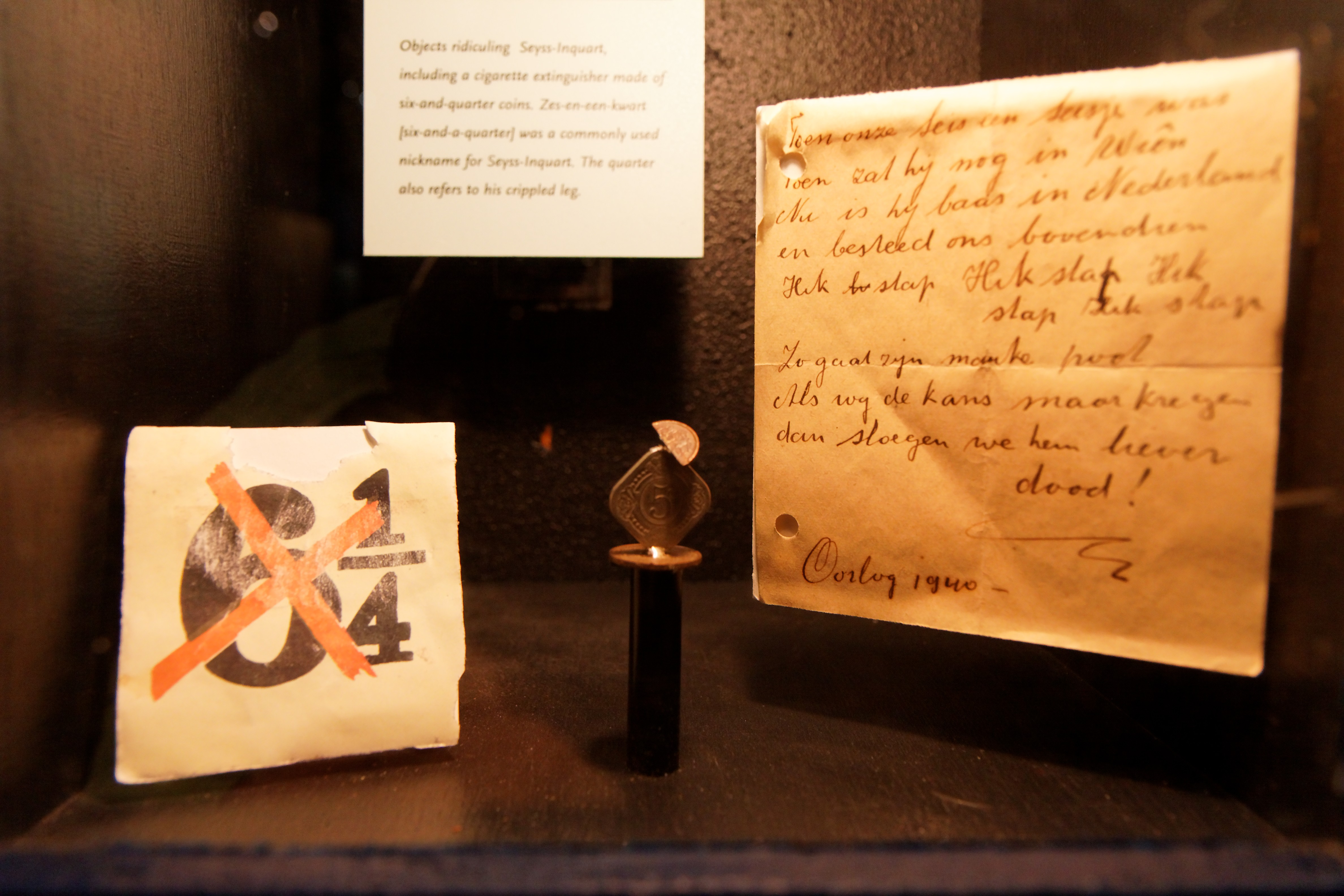
نمونه‌ای از ابزارهایی که در زمان فرمانداری زایس-اینکوارت در هلند به قصد تمسخر وی مورد استفاده قرار می‌گرفتند. عدد شش و ربع در عکس به چشم می‌خورد.

زایس-اینکوارت به‌شدت ضدیهود بود. وی به فاصله چند ماه پس از رسیدن به هلند، اقدامات برای خارج کردن یهودیان از هلند را آغاز کرد. این اقدامات از سال ۱۹۴۱ آغاز شد:در حدود ۱۴۰٬۰۰۰ یهودی ثبت شدند، یک گتو در آمستردام ساخته شد و یک اردوگاه موقت در وستربوک (اردوگاه موقت وستربوک) ساخته شد. در فوریه ۱۹۴۱، ۶۰۰ یهودی به اردوگاه مرگ بوخن‌والد و اردوگاه کار اجباری ماوتهاوزن فرستاده شدند. پس از آن یهودیان را به اردوگاه آشویتس فرستادند. با پیشروی متفقین در سپتامبر ۱۹۴۴ باقی یهودیان در وستربوک به اردوگاه کار اجباری ترزینشتات فرستاده شدند. از میان ۱۴۰٬۰۰۰ یهودی ثبت شده تنها ۳۰٬۰۰۰ نفر از آن‌ها تا پس از جنگ زنده ماندند.
با پیشروی متفقین در هلند در اواخر سال ۱۹۴۴ آلمان‌ها سیاست زمین سوخته را اجرا کردند و تعدادی از بنادر و لنگرگاه‌ها را نابود کردند. به دلیل اینکه زایس-اینکوارت در کنار آلبرت اشپیر وزیر تسلیحات آلمان و بسیاری از فرماندهان ارتش این کارها را بی‌فایده می‌دانستند، بسیاری از دستورات نابودی‌ها اجرا نشد. به دنبال قحطی هلند در زمستان ۱۹۴۴–۱۹۴۵، زایس-اینکوارت در آوریل ۱۹۴۵ تصمیم گرفت که به هواپیماهای متفقین اجازه دهد بر فراز آسمان هلند پرواز کنند و مواد غذایی برای مردم گرسنه هلند بیندازند. گرچه زایس-اینکوارت می‌دانست که آلمان‌ها جنگ را خواهند باخت با این حال حاضر به تسلیم‌شدن نبود.
با خودکشی هیتلر در ۳۰ آوریل ۱۹۴۵ و تکشیل دولت فلنسبورگ به رهبری کارل دونیتس، زایس-اینکوارت جانشین یواخیم فون ریبنتروپ در مقام وزیر امور خارجه شد و تا ۷ مه در این مقام ماند. وی بر روی پل البه در شهر هامبورگ توسط دو تن از اعضای ارتش بریتانیا دستگیر شد.

## دادگاه نورنبرگ

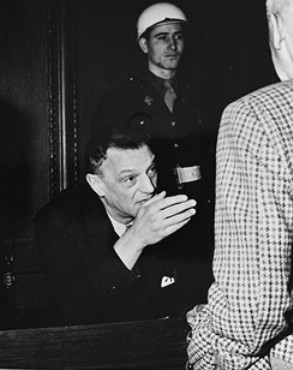
زایس-اینکوارت در حال صحبت با ویلهلم فریک در دادگاه نورنبرگ

بدن بی‌جان زایس-اینکوارت پس از اعدام

وی دادگاه نورنبرگ به چهار جرم متهم شد: توطئه برای ارتکاب جنایت علیه صلح، برنامه‌ریزی و آغاز و دامن‌زدن به جنگ و تجاوز، جنایت جنگی و جنایت علیه بشریت. در جریان این دادگاه‌ها گوستاو گیلبرت که یک روانشناس در ارتش ایالات متحده آمریکا بود اجازه یافت تا از رهبران نازی متهم‌شده تست IQ بگیرد. زایس-اینکوارت در این تست امتیاز ۱۴۱ را دریافت کرد که بیشترین نمره پس از هیالمار شاخت (با امتیاز ۱۴۳) بود.
وی از اتهام اول تبرئه شد اما در مورد سه اتهام دیگر مجرم شناخته شد و به اعدام با طناب دار محکوم شد. وی با شنیدن حکم مرگ گفت: «مرگ با طناب دار… خب، با توجه به وضعیت کلی، هرگز چیز دیگری را انتظار نداشتم. همه چیز درست است.» پیش از اعدام وی به کلیسایی برای تقاضای آمرزش برده شد. در ۱۶ اکتبر ۱۹۴۶ و در سن ۵۴ سالگی به همراه نه متهم دیگر که به مرگ محکوم شده بودند اعدام شد. وی آخرین فردی بود که به دار آویخته شد و در آخرین کلماتش گفت: «امیدوارم این اعدام آخرین پرده از تراژدی جنگ جهانی دوم باشد و درسی که از این جنگ جهانی گرفته می‌شود این خواهد بود که صلح و درک‌کردن باید در میان مردم وجود داشته باشد. من به آلمان باور دارم.»
پیکر بی‌جان وی به همراه نه فرد دیگر و هرمان گورینگ که پیش از اعدام خودکشی کرده بود به مونیخ برده شد، سوزانده شد و در نهایت خاکستر بدنشان در رود ایسار ریخته شد.